# Корунд
Корунд (молекулска формула ) је веома тврд минерал, густине 3,95 до 4,1 g/cm3.
Корунд је природни минерал стакластог до дијамантског сјаја, који зависно од примеса може бити обојен, односно може имати варијетете као што су црвени рубин и плави или бели сафир.
Због своје велике тврдине (9 по Мосовој скали) корунд може огребати готово сваки други природни минерал. Због ове своје особине користи се у индустрији за абразивна средства.
Највећа налазишта корунда налазе се у : САД, Мадагаскару, Канади, Уралу, Тајланду.
Користи се као абразив код шмиргл папира.